# No antisocial (álbum)
No antisocial es el segundo disco de la banda de rock peruana Ni Voz Ni Voto, lanzado en 2002. Fue grabado en Chaclacayo-Lima en Estudios Muchik por Dino Gervasoni y mezclado por el ingeniero de sonido Sandro García. Cuenta con once canciones, entre las cuales Destacan: "No antisocial", "Rutina", "Paredes" y "Sin sentido".
Se grabaron videoclips de "No antisocial" (que consta de un recuento de imágenes en concierto y sesiones de grabación del disco combinadas bajo la edición de Jorge Sabana) y "Rutina" (dirigido por Percy Cespedez, en el 2003). Los videoclips de estas canciones tuvieron rotación en la cadena MTV Latino en el programa MTV Rocks.
El disco también contiene tres cortos musicales de breve duración, que hacen referencia al tema musical del No Antisocial y tres cortes acústicos.
La presentación oficial del disco fue realizada el 14 de septiembre en el auditorio del ASEMINDE (Lince-Lima),  invitando a bandas como Ultramotor, Scream, Dmente Común e Inyectores a compartir escenario, donde asistieron más de 2000 personas en un concierto auto-producido por ellos mismos.

## Canciones
1. Presión
2. Corto 1
3. No Antisocial
4. Sin sentido
5. Dormir
6. Necesito ayuda
7. Sentido de culpa
8. Corto 2
9. No Puedes Escapar
10. Paredes
11. Ser o no ser
12. Rutina
13. Fiesta?
14. Corto 3
15. No Antisocial (Radio edit)
16. Dormir (acústica)
17. Paredes (acústica)
18. Rutina (acústica)